# Saillance
La saillance (de l'anglais salience, construit sur salient, du français saillant, lui-même du latin saliens, « qui saute ») d'une chose quelconque est le fait qu'elle attire l'attention ; plus précisément, la mesure dans laquelle elle retient l'attention par rapport aux autres choses présentes dans son environnement (y compris des choses similaires). Par exemple, un mot peut être mieux perçu que d'autres dans un message (saillance linguistique). Dans une représentation visuelle comme une affiche ou une cartographie, certains éléments peuvent ressortir plus que d'autres (saillance visuelle). Certaines annonces sonores peuvent être mieux perçues que d'autres (saillance sonore).
L'effet Von Restorff, postulé dès 1933, prévoit qu'un objet avec une saillance élevée sera plus susceptible d'être retenu.

## Saillance linguistique
Les mots peuvent avoir une saillance intrinsèque, par exemple selon leur prononciation, mais la saillance dépend aussi de leur place et de leur fonction dans l'énoncé.

## Saillance visuelle
La gestion de la saillance de certains éléments est importante pour l'élaboration d'une cartographie, où les éléments principaux doivent ressortir de manière claire.
L'analyse automatique de la saillance visuelle est une branche de la vision par ordinateur qui tente de reconstruire le processus humain de saillance par des méthodes informatiques.

## Saillance sonore
Elle est liée au volume, entre autres.

## Saillance électrique
La saillance électrique décrit le fait pour créer une machine électrique d'avoir des inductances et donc des courants différents dans le plan d et q de la description de Park des machines électriques. Cette saillance apparait de manière structurelle de la machine étant donné que cette saillance dépend directement de comment elle a été conçue/bobinée.